# Lijst van voetbalinterlands Jamaica - Saint Vincent en de Grenadines
Deze lijst van voetbalinterlands is een overzicht van alle officiële voetbalwedstrijden tussen de nationale teams van Jamaica en Saint Vincent en de Grenadines. De landen speelden tot op heden elf keer tegen elkaar. De eerste ontmoeting, een groepswedstrijd tijdens de Caribbean Cup 1992, werd gespeeld in Port of Spain (Trinidad en Tobago) op 18 juni 1992. Het laatste duel, een kwalificatiewedstrijd voor de CONCACAF Gold Cup 2025, vond plaats op 25 maart 2025 in Kingston.

## Wedstrijden
| №  | Plaats        | Datum             | Competitie                          | Wedstrijd                         | Uitslag |
| -- | ------------- | ----------------- | ----------------------------------- | --------------------------------- | ------- |
| 1  | Port of Spain | 18 juni 1992      | Caribbean Cup 1992                  | Jamaica − St. Vincent en de Gren. | 2 − 0   |
| 2  | Kingstown     | 27 september 1992 | Vriendschappelijk                   | St. Vincent en de Gren. − Jamaica | 0 − 1   |
| 3  | Kingston      | 4 oktober 1992    | Vriendschappelijk                   | Jamaica − St. Vincent en de Gren. | 3 − 3   |
| 4  | Kingstown     | 23 september 1996 | WK 1998 kwalificatie                | St. Vincent en de Gren. – Jamaica | 1 – 2   |
| 5  | Kingston      | 10 november 1996  | WK 1998 kwalificatie                | Jamaica − St. Vincent en de Gren. | 5 − 0   |
| 6  | Kingstown     | 16 juli 2000      | WK 2002 kwalificatie                | St. Vincent en de Gren. − Jamaica | 0 − 1   |
| 7  | Kingston      | 3 september 2000  | WK 2002 kwalificatie                | Jamaica − St. Vincent en de Gren. | 2 − 0   |
| 8  | Kingston      | 29 september 2006 | Caribbean Cup 2007 kwalificatie     | Jamaica − St. Vincent en de Gren. | 1 − 2   |
| 9  | Kingston      | 3 juni 2008       | Vriendschappelijk                   | Jamaica − St. Vincent en de Gren. | 5 − 1   |
| 10 | Kingstown     | 21 maart 2025     | CONCACAF Gold Cup 2025 kwalificatie | St. Vincent en de Gren. − Jamaica | 1 − 1   |
| 11 | Kingston      | 25 maart 2025     | CONCACAF Gold Cup 2025 kwalificatie | Jamaica − St. Vincent en de Gren. | 3 − 0   |

## Samenvatting
| Competitie                     | Totaal gespeeld | Winst Jamaica | Gelijk | Winst St. Vincent en de Gren. | Doelsaldo Jamaica – St. Vincent en de Gren. |
| ------------------------------ | --------------- | ------------- | ------ | ----------------------------- | ------------------------------------------- |
| WK-kwalificatie                | 4               | 4             | 0      | 0                             | 10 − 1                                      |
| CONCACAF Gold Cup-kwalificatie | 2               | 1             | 1      | 0                             | 4 − 1                                       |
| Caribbean Cup                  | 1               | 1             | 0      | 0                             | 2 − 0                                       |
| Caribbean Cup-kwalificatie     | 1               | 0             | 0      | 1                             | 1 − 2                                       |
| Vriendschappelijk              | 3               | 2             | 1      | 0                             | 9 − 4                                       |
| Totaal                         | 11              | 8             | 2      | 1                             | 26 − 8                                      |

Wedstrijden bepaald door strafschoppen worden, in lijn met de FIFA, als een gelijkspel gerekend.
JFF · A-internationals · Bondscoaches · Selecties · Statistieken · Jamaicaans vrouwenelftal · Olympisch elftal · Jamaica U21 · Jamaica U19 · Jamaica U17
1920 – 1959 · 
1960 – 1969 · 
1970 – 1979 · 
1980 – 1989 · 
1990 – 1999 · 
2000 – 2009 · 
2010 – 2019 · 
2020 – 2029
Gold Cup 1991 · 
Gold Cup 1993 · 
Gold Cup 1998 · 
Gold Cup 2000 · 
Gold Cup 2003 · 
Gold Cup 2005 · 
Gold Cup 2009 · 
Gold Cup 2011 · 
Gold Cup 2015
Copa América 2015
WK 1998
1925 · 
1926 · 
1927–1929 · 
1930 · 
1931 · 
1932 · 
1933–1934 · 
1935 · 
1936 · 
1937 · 
1938 · 
1939–1946 · 
1947 · 
1948 · 
1949 · 
1950 · 
1951 · 
1952 · 
1953 · 
1954–1956 · 
1957 · 
1958 · 
1959 · 
1960 · 
1961 · 
1962 · 
1963 · 
1964 · 
1965 · 
1966 · 
1967 · 
1968 · 
1969 · 
1970 · 
1971 · 
1972 · 
1973 · 
1974 · 
1975 · 
1976 · 
1977 · 
1978 · 
1979 · 
1980 · 
1981 · 
1982 · 
1983 · 
1984 · 
1985 · 
1986 · 
1987 · 
1988 · 
1989 · 
1990 · 
1991 · 
1992 · 
1993 · 
1994 · 
1995 · 
1996 · 
1997 · 
1998 · 
1999 · 
2000 · 
2001 · 
2002 · 
2003 · 
2004 · 
2005 · 
2006 · 
2007 · 
2008 · 
2009 · 
2010 · 
2011 · 
2012 · 
2013 · 
2014 · 
2015 · 
2016 ·
2017 ·
2018 ·
2019 ·
2020 ·
2021 ·
2022 ·
2023 ·
2024
Amerikaanse Maagdeneilanden ·
Antigua en Barbuda ·
Argentinië ·
Aruba ·
Australië ·
Bahama's ·
Barbados ·
Bermuda ·
Bolivia ·
Brazilië ·
Britse Maagdeneilanden ·
Bulgarije ·
Canada ·
Chili ·
China ·
Colombia ·
Costa Rica ·
Cuba ·
Curaçao ·
Dominica ·
Dominicaanse Republiek ·
Ecuador ·
Egypte ·
El Salvador ·
Engeland ·
Frankrijk ·
Ghana ·
Grenada ·
Guatemala ·
Guyana ·
Haïti ·
Honduras ·
Ierland ·
India ·
Indonesië ·
Iran ·
Japan ·
Jordanië ·
Kaaimaneilanden ·
Kameroen ·
Kroatië ·
Maleisië ·
Marokko ·
Mexico ·
Nederlandse Antillen ·
Nicaragua ·
Nieuw-Zeeland ·
Nigeria ·
Noord-Macedonië ·
Noorwegen ·
Panama ·
Paraguay ·
Peru ·
Puerto Rico ·
Qatar ·
Saint Kitts en Nevis ·
Saint Lucia ·
Saint Vincent en de Grenadines ·
Saoedi-Arabië ·
Servië ·
Suriname ·
Trinidad en Tobago ·
Uruguay ·
Venezuela ·
Verenigde Staten ·
Vietnam ·
Wales ·
Zambia ·
Zuid-Afrika ·
Zuid-Korea ·
Zweden ·
Zwitserland
SVGFF · A-internationals · Vrouwenelftal van Saint Vincent en de Grenadines
Amerikaanse Maagdeneilanden ·
Anguilla ·
Antigua en Barbuda ·
Aruba ·
Bahama's ·
Barbados ·
Belize ·
Bermuda ·
Britse Maagdeneilanden ·
Canada ·
Costa Rica ·
Cuba ·
Curaçao ·
Dominica ·
Dominicaanse Republiek ·
El Salvador · 
Grenada ·
Guatemala ·
Guyana ·
Haïti ·
Honduras ·
Jamaica ·
Kaaimaneilanden ·
Mexico ·
Montserrat ·
Nederlandse Antillen ·
Nicaragua ·
Puerto Rico ·
Saint Kitts en Nevis ·
Saint Lucia ·
Suriname ·
Trinidad en Tobago ·
Turks- en Caicoseilanden ·
Verenigde Staten